# Rulmenti
Rulmenţi S.A. Bârlad – rumuński producent łożysk tocznych z siedzibą w Bârlad pod markami URB i KRS.

## Historia
W 1951 r. zostaje założona fabryka łożysk tocznych w Barlad z planowaną produkcją 250.000 sztuk na rok. W 1953 roku zostaje wyprodukowane pierwsze łożysko.
W 1959 roku opanowano technologię produkcji łożysk kolejowych.
W 1973 Z powodzeniem zastosowano technologię kucia niemieckiej frmy Hatebur i Wagner.
W 1974 roku utworzenie fabrykę łożysk kulkowych zwykłych na licencji japońskiej firmy KOYO ze zdolności produkcyjnej 30 mln sztuk/rok.
W 2000 roku fabryka zostaje nabyta przez tureckie KOMBASSAN Holding (obecnie BERA Holding)
W 2007 roku zostaje nabyta węgierska fabryka łożysk MGM.
W 2012 roku rozpoczęto budowę fabryki w Indiach.